# Ionuț Boșneag
Ionuț Boșneag (sinh ngày 15 tháng 2 năm 1982 ở Pitești) là một cầu thủ bóng đá người România thi đấu cho Astra Giurgiu.

## Danh hiệu
Astra Giurgiu
- Liga I (1): 2015-16